# Vägkyrka

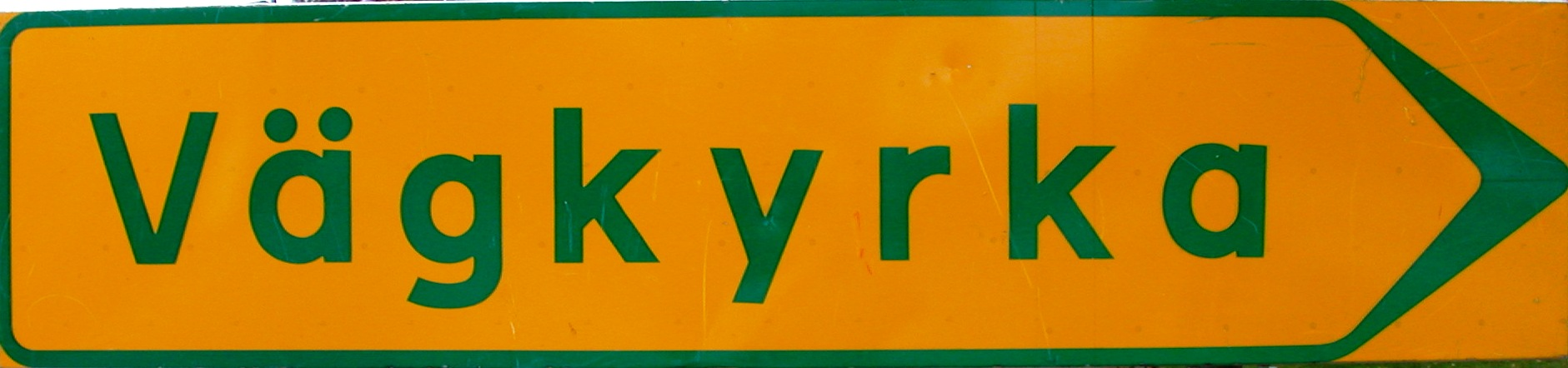
Skylt för vägkyrka i Sverige

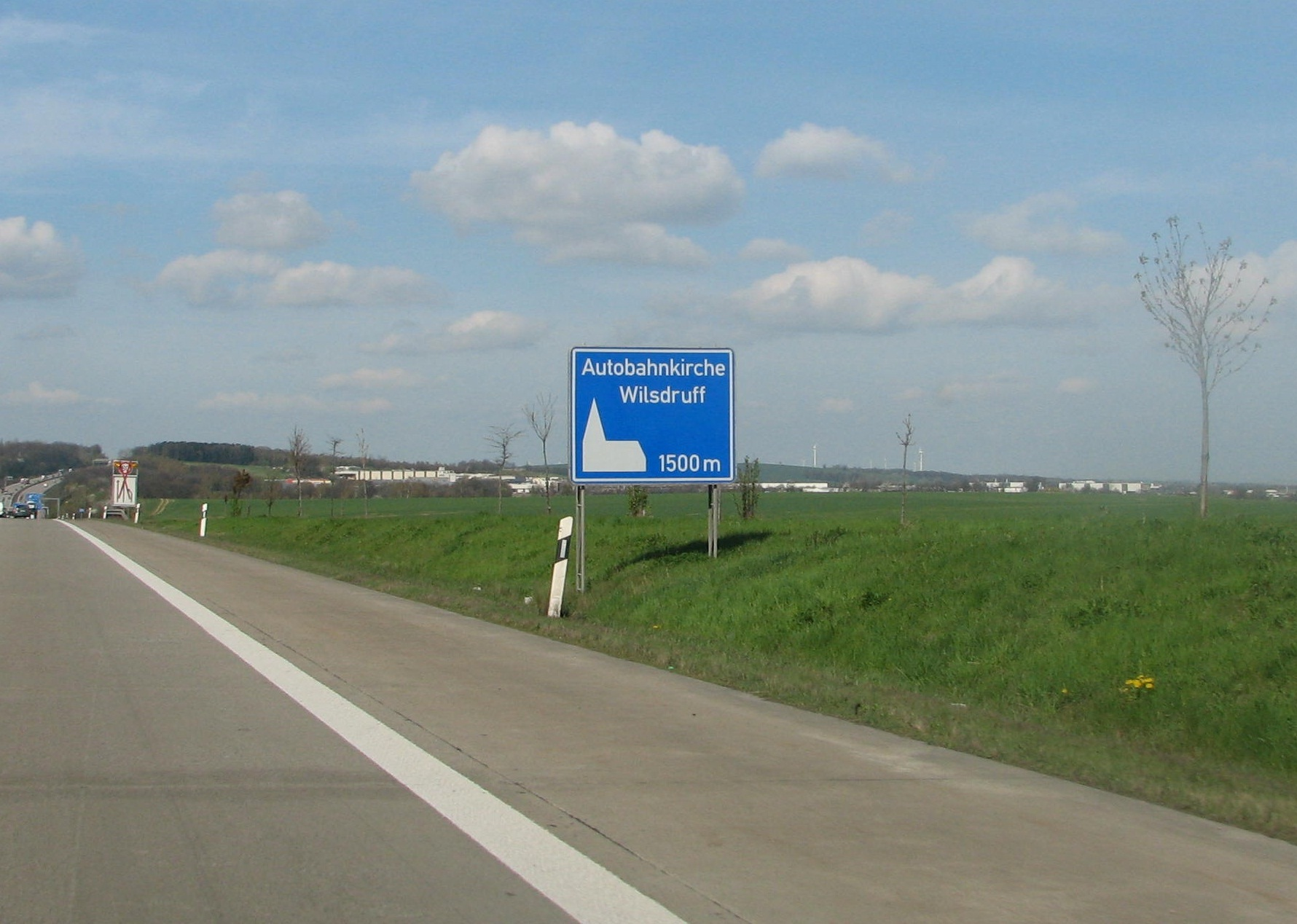
Vägkyrkoskylt vid Autobahn i Tyskland

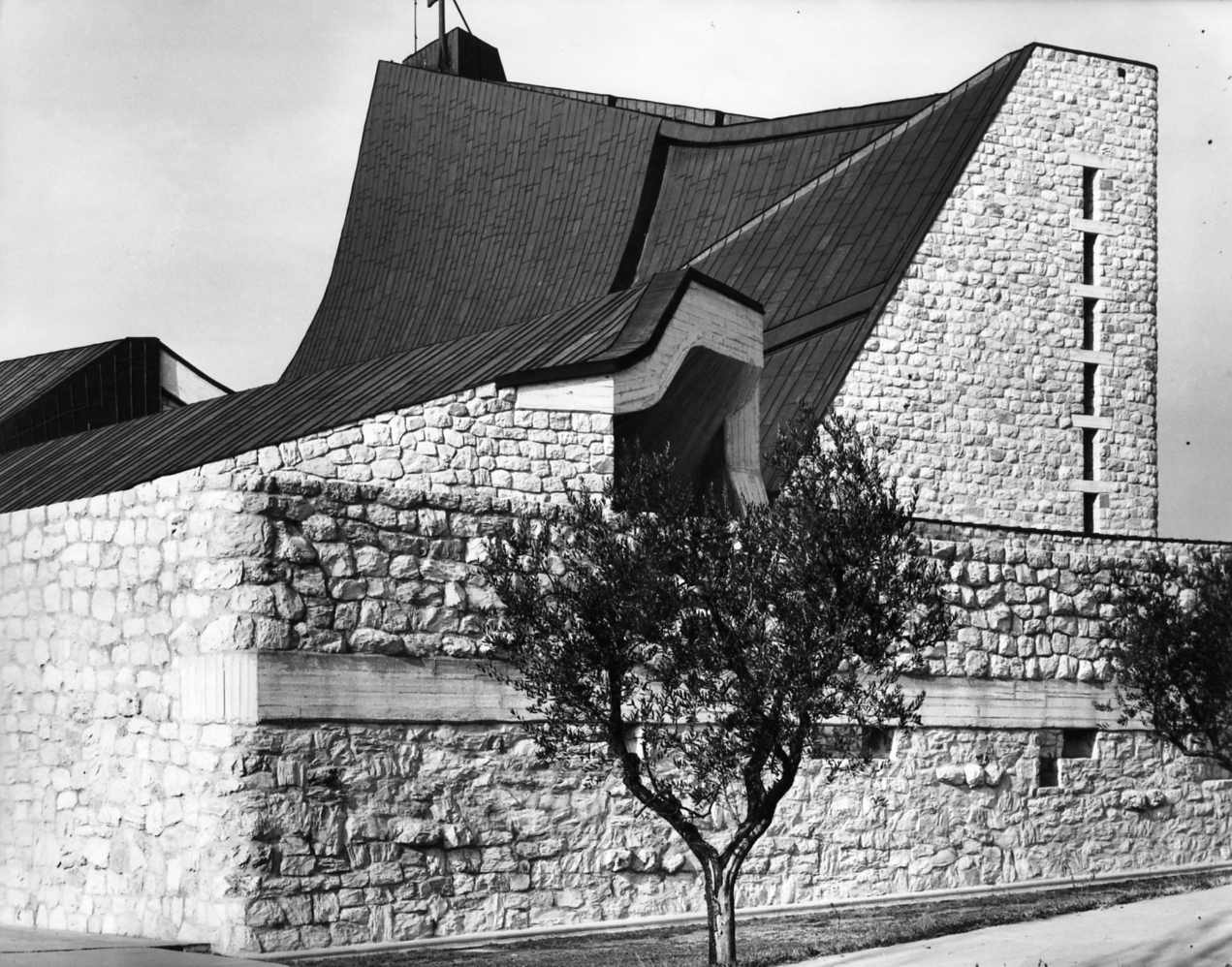
Kyrkan San Giovanni Battista, Highway A11, som kallas "Church of the Motorway" (1960-1964), designad av Giovanni Michelucci.

Vägkyrka är i allmänhet en kyrka som dels ligger lätt tillgänglig för vägresenärer, dels är av ett visst intresse historiskt eller arkitektoniskt, och som dessutom har utökade öppettider, framför allt under sommaren. Vägkyrkobegreppet växte fram i Tyskland (Autobahnkirche), där den första kyrkan blev vägkyrka redan 1958.

## Sverige
Kyrkorna uppfyller av Svenska kyrkan särskilt ställda krav på extra tillgänglighet för besökare. Vägen till vägkyrkan kan visas med en gul skylt med grön text, men eftersom varje enskild församling själva får ansöka om tillstånd för vägvisning hos väghållaren, ofta Trafikverket, samt själva bekosta vägmärken och montering är det inte någon garanti att någon sån skylt finns.
Svenska kyrkans krav på en vägkyrka är att kyrkan:
- skall vara lättillgänglig, bland annat för trafikanter på genomresa
- skall vara öppen för besökare minst fem timmar per dag och minst två veckor i följd under juni till augusti
- under sin öppethållandetid har daglig andakt
- skall tillhandahålla personal för samtal och, om möjlighet finnes, för guidning
- skall erbjuda enklare servering
- skall ha toalett

## Finland
Vägkyrkor uppstod i Finland i början av 1990-talet, då några kyrkor i norra landet började med dagliga öppettider. I Finland finns idag 280 vägkyrkor (2012). De har i allmänhet öppet mellan 11 och 16 varje dag under sommaren. De märks ut med en vit skylt med en stiliserad kyrka på och texten TIEKIRKKO VÄGKYRKA. Kraven för de finländska vägkyrkorna liknar de svenska.

## Norge

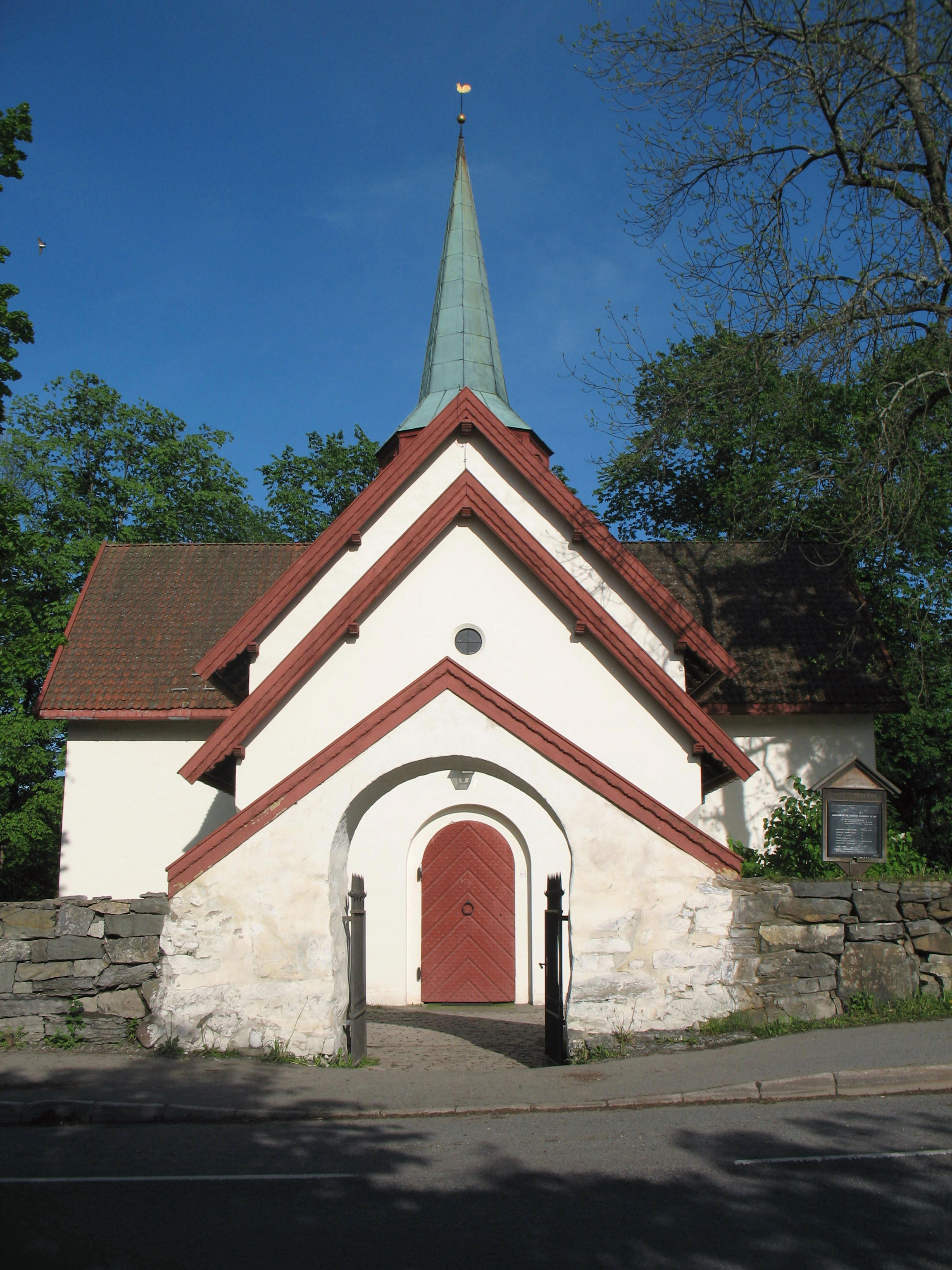
Haslum kirke i Bærums kommun, Norge.

I Norge fanns det 50 vägkyrkor (veikirke) 2016. Kraven i Norge liknar de svenska: kyrkan ska ligga vid trafikerad väg, ha öppet fem timmar om dagen fem dagar i veckan under minst tre sommarveckor, ha viss service och information tillgänglig.

## Tyskland

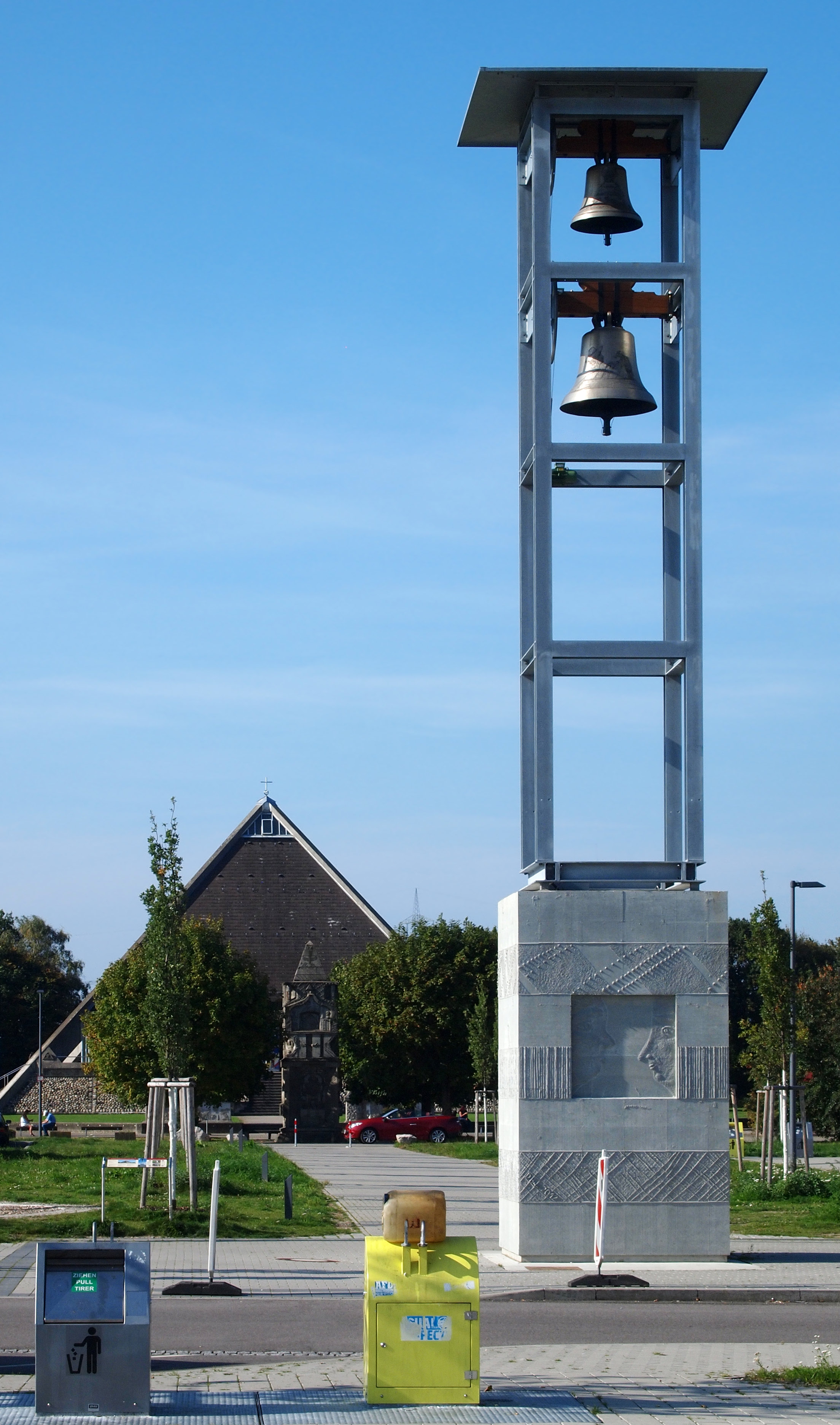
Autobahnkirche i Rastplats Baden-Baden, A5

Tyskland har 32 'motorvägskyrkor', alla placerade utmed Autobahn. De har i allmänhet öppet mellan 8 och 20 varje dag.

## Andra länder
Även Danmark och Estland har ett system med lättillgängliga kyrkor för resenärer.